# Semien Shewa (Amhara)
Ne doit pas être confondu avec Semien Shewa (Oromia).
La zone Semien Shewa (Nord du Choa ou Nord Choa) est l'une des 10 zones de la région Amhara en Éthiopie. Son centre administratif est Debre Berhan.

## Woredas
La zone était [Quand ?] composée de 17 woredas.
Elle est composée de 23 woredas au recensement de 2007 après plusieurs scissions et changements de noms :
- Angolalla Terana Asagirt : partagé entre Angolalla Tera et Asagirt,
- Ankober,
- Antsokiyana Gemza,
- Berehet,
- Debre Berhan Zuria : partagé entre Basona Werana et Debre Berhan,
- Efratana Gidim,
- Gera Midirna Keya Gebriel : partagé entre Menz Gera Midir et Menz Keya Gebreal,
- Gishe Rabel,
- Hagere Mariamna Kesem,
- Kewet,
- Lay Betna Tach Bet (ou Merhabete),
- Mafud Mezezo Mojana : partagé entre Termaber et Mojana Wadera,
- Mam Midrina Lalo Midir : partagé entre Menz Mam Midir et Menz Lalo Midir,
- Menjarna Shenkora,
- Moretna Jiru,
- Siyadebrina Wayu Ensaro : partagé entre Siyadebrina Wayu et Ensaro,
- Weremo Wajetuna Midarema (ou Mida Woremo).

## Démographie
D'après le recensement national de 2007 réalisé par l'Agence centrale de la statistique (Éthiopie), la zone compte 1 837 490 habitants et 88 % de la population est rurale.
| Woreda                | Population 2007 | Agglomérations      |
| --------------------- | --------------- | ------------------- |
| Angolalla Tera        | 82 349          | Chacha              |
| Ankober               | 76 510          | Gorbela, Aliyu Amba |
| Antsokiyana Gemza     | 79 091          | Mekoye, Majete      |
| Asagirt               | 48 371          | Ginager             |
| Basona Werana         | 120 930         | Gudobert            |
| Berehet               | 34 810          |                     |
| Debre Berhan          | 65 231          | Debre Berhan        |
| Efratana Gidim        | 110 493         | Ataye, Karakore     |
| Ensaro                | 58 203          |                     |
| Gishe Rabel           | 61 521          | Rabel               |
| Hagere Mariamna Kesem | 55 235          | Sholagebeya         |
| Kewet                 | 118 381         | Shewa Robit         |
| Menjarna Shenkora     | 128 879         | Balchi              |
| Menz Gera Midir       | 120 469         | Mehal Meda          |
| Menz Keya Gebreal     | 46 219          | Zemero              |
| Menz Lalo Midir       | 17 308          |                     |
| Menz Mam Midir        | 85 129          | Molale              |
| Merhabete             | 126 501         | Fetira              |
| Mida Woremo           | 93 729          | Meranga, Rema       |
| Mojana Wadera         | 69 667          | Sela Dingay         |
| Moretna Jiru          | 92 937          | Enewari, Jihur      |
| Siyadebrina Wayu      | 61 046          |                     |
| Termaber              | 84 481          | Mezezo, Debre Sina  |

En 2020, la population de la zone est estimée — par projection des taux de 2007 — à 2 252 730 personnes.